# Nujood Ali
Nujood Ali (نجود علي), född 1998, är en centralfigur i Jemens rörelse mot tvångsäktenskap och barnäktenskap. Vid tio års ålder skilde hon sig och bröt med stammens tradition. I november 2008 utsåg den amerikanska damtidning Glamour Nujood Ali och hennes advokat Shada Nasser som "Women of the Year". Ali lovordades av framstående kvinnor, såsom Hillary Clinton och Condoleezza Rice.
Alis advokat Shada Nasser, född 1964, är feminist och specialist på mänskliga rättigheter; hennes medverkan i Alis fall har fått mycket stor uppmärksamhet.
Ali har också skrivit en bok tillsammans med Delphine Minoui med titeln Jag heter Nujood, är 10 år och skild.